# Chief of the General Staff
Chief of the General Staff (CGS) è il titolo assegnato al capo di stato maggiore del British Army, comandante professionale delle forze di terra del Regno Unito.
La carica venne istituita nel 1904 a partire dal preesistente ruolo di Commander-in-Chief of the Forces, la titolazione con cui erano noti i comandanti del British Army fin dal 1660; tra il 1909 e il 1964 la carica era nota con l'appellativo di Chief of the Imperial General Staff (CIGS, letteralmente "capo dello stato maggiore imperiale" in lingua inglese).
Dal 15 giugno 2024 la carica è ricoperta dal generale Roland Walker.

## Funzioni
Il Chief of the General Staff è l'ufficiale responsabile del comando e della conduzione tecnica dell'Esercito britannico; è immediatamente subordinato al Chief of the Defence Staff, il capo di stato maggiore generale delle forze armate britanniche, e i suoi equivalenti nelle altre forze armate sono il First sea Lord (per la Royal Navy) e il Chief of the Air Staff (per la Royal Air Force). Il CGS è membro del Chiefs of Staff Committee (lo stato maggiore delle forze armate britanniche) e del Defence Council of the United Kingdom (il consiglio di difesa del Regno Unito, massimo organo tecnico-politico responsabile della difesa britannica), e presiede l'Army Board (lo stato maggiore del British Army).
Il CGS è nominato dal primo ministro del Regno Unito per tramite del segretario per la difesa, previa l'approvazione formale del monarca.

## Lista

### Chief of the General Staff (1904 - 1909)
| N. | Immagine | Nome                                  | Entrata in carica | Cessazione dalla carica | Tempo in carica    |
| -- | -------- | ------------------------------------- | ----------------- | ----------------------- | ------------------ |
| 1  |          | Generale Sir Neville Lyttelton        | 12 febbraio 1904  | 2 aprile 1908           | 4 anni, 50 giorni  |
| 2  |          | Feldmaresciallo Sir William Nicholson | 2 aprile 1908     | 22 novembre 1909        | 1 anno, 234 giorni |

### Chief of the Imperial General Staff (1909 – 1964)
| N. | Immagine | Nome                                                 | Entrata in carica | Cessazione dalla carica | Tempo in carica    |
| -- | -------- | ---------------------------------------------------- | ----------------- | ----------------------- | ------------------ |
| 2  |          | Feldmaresciallo Sir William Nicholson                | 22 novembre 1909  | 15 marzo 1912           | 2 anni, 114 giorni |
| 3  |          | Feldmaresciallo Sir John French                      | 15 marzo 1912     | 6 aprile 1914           | 2 anni, 22 giorni  |
| 4  |          | Generale Sir Charles W. H. Douglas                   | 6 aprile 1914     | 25 ottobre 1914         | 202 giorni         |
| 5  |          | Tenente generale Sir James Wolfe Murray              | 25 ottobre 1914   | 26 settembre 1915       | 1 anno, 154 giorni |
| 6  |          | Generale Sir Archibald Murray                        | 26 settembre 1915 | 25 dicembre 1915        | 88 giorni          |
| 7  |          | Generale Sir William Robertson                       | 25 dicembre 1915  | 19 febbraio 1918        | 2 anni, 58 giorni  |
| 8  |          | Feldmaresciallo Sir Henry Hughes Wilson              | 19 febbraio 1918  | 19 febbraio 1922        | 4 anni             |
| 9  |          | Feldmaresciallo Frederick Lambart, X conte di Cavan  | 19 febbraio 1922  | 19 febbraio 1926        | 4 anni             |
| 10 |          | Feldmaresciallo Sir George Milne                     | 19 febbraio 1926  | 19 febbraio 1933        | 7 anni             |
| 11 |          | Feldmaresciallo Sir Archibald Montgomery-Massingberd | 19 febbraio 1933  | 15 maggio 1936          | 3 anni, 86 giorni  |
| 12 | -        | Feldmaresciallo Sir Cyril Deverell                   | 15 maggio 1936    | 6 dicembre 1937         | 1 anno, 205 giorni |
| 13 |          | Generale John Gort, VI visconte Gort                 | 6 dicembre 1937   | 3 settembre 1939        | 1 anno, 271 giorni |
| 14 |          | Generale Sir Edmund Ironside                         | 4 settembre 1939  | 26 maggio 1940          | 266 giorni         |
| 15 |          | Feldmaresciallo Sir John Dill                        | 26 maggio 1940    | 25 dicembre 1941        | 1 anno, 213 giorni |
| 16 |          | Feldmaresciallo Sir Alan Brooke                      | 25 dicembre 1941  | 25 giugno 1946          | 4 anni, 182 giorni |
| 17 |          | Feldmaresciallo Sir Bernard Law Montgomery           | 26 giugno 1946    | 1º novembre 1948        | 2 anni, 129 giorni |
| 18 |          | Feldmaresciallo Sir William Slim                     | 1º novembre 1948  | 1º novembre 1952        | 4 anni             |
| 19 |          | Feldmaresciallo Sir John Harding                     | 1º novembre 1952  | 29 settembre 1955       | 2 anni, 332 giorni |
| 20 |          | Feldmaresciallo Sir Gerald Templer                   | 29 settembre 1955 | 29 settembre 1958       | 3 anni             |
| 21 |          | Feldmaresciallo Sir Francis Festing                  | 29 settembre 1958 | 1º novembre 1961        | 3 anni, 33 giorni  |
| 22 |          | Generale Sir Richard Amyatt Hull                     | 1º novembre 1961  | aprile 1964             | 2 anni, 5 mesi     |

### Chief of the General Staff (1964 - oggi)
| N. | Immagine | Nome                                         | Entrata in carica | Cessazione dalla carica | Tempo in carica    |
| -- | -------- | -------------------------------------------- | ----------------- | ----------------------- | ------------------ |
| 22 |          | Feldmaresciallo Sir Richard Amyatt Hull      | aprile 1964       | 8 febbraio 1965         | 10 mesi            |
| 23 | -        | Generale Sir James Cassels                   | 8 febbraio 1965   | 1º marzo 1968           | 3 anni, 22 giorni  |
| 24 |          | Generale Sir Geoffrey Baker                  | 1º marzo 1968     | 1º aprile 1971          | 3 anni, 31 giorni  |
| 25 | -        | Feldmaresciallo Sir Michael Carver           | 1º aprile 1971    | 19 luglio 1973          | 2 anni, 109 giorni |
| 26 | -        | Generale Sir Peter Hunt                      | 19 luglio 1973    | 15 luglio 1976          | 2 anni, 362 giorni |
| 27 | -        | Generale Sir Roland Gibbs                    | 15 luglio 1976    | 14 luglio 1979          | 2 anni, 364 giorni |
| 28 |          | Generale Sir Edwin Bramall                   | 14 luglio 1979    | 1º agosto 1982          | 3 anni, 18 giorni  |
| 29 | -        | Generale Sir John Stanier                    | 1º agosto 1982    | 28 luglio 1985          | 2 anni, 361 giorni |
| 30 | -        | Generale Sir Nigel Bagnall                   | 28 luglio 1985    | 10 settembre 1988       | 3 anni, 44 giorni  |
| 31 | -        | Generale Sir John Chapple                    | 10 settembre 1988 | 14 febbraio 1992        | 3 anni, 157 giorni |
| 32 |          | Generale Sir Peter Anthony Inge              | 14 febbraio 1992  | 15 marzo 1994           | 2 anni, 29 giorni  |
| 33 |          | Generale Sir Charles Guthrie                 | 14 febbraio 1992  | 15 marzo 1994           | 2 anni, 29 giorni  |
| 34 | -        | Generale Sir Roger Wheeler                   | 3 febbraio 1997   | 17 aprile 2000          | 3 anni, 74 giorni  |
| 35 |          | Generale Sir Michael Walker                  | 17 aprile 2000    | 1º febbraio 2003        | 2 anni, 290 giorni |
| 36 |          | Generale Sir Mike Jackson                    | 1º febbraio 2003  | 29 agosto 2006          | 3 anni, 209 giorni |
| 37 |          | Generale Sir Richard Dannatt, barone Dannatt | 29 agosto 2006    | 28 agosto 2008          | 2 anni, 364 giorni |
| 38 |          | Generale Sir David Richards                  | 28 agosto 2009    | 15 settembre 2010       | 1 anno, 18 giorni  |
| 39 |          | Generale Sir Peter Wall                      | 15 settembre 2010 | 5 settembre 2014        | 3 anni, 355 giorni |
| 40 |          | Generale Sir Nick Carter                     | 5 settembre 2014  | 11 giugno 2018          | 3 anni, 279 giorni |
| 41 |          | Generale Sir Mark Carleton-Smith             | 11 giugno 2018    | 13 giugno 2022          | 4 anni, 53 giorni  |
| 42 |          | Generale Sir Patrick Sanders                 | 13 giugno 2022    | 15 giugno 2024          | 2 anni, 165 giorni |
| 43 |          | Generale Sir Roland Walker                   | 15 giugno 2024    | in carica               | -                  |